# Uferglanzspinne
Die Uferglanzspinne (Hypsosinga heri) ist eine Art der Radnetzspinnen und paläarktisch verbreitet.

## Merkmale
Die Körperlänge der Männchen beträgt 3–3,5 mm, die der Weibchen 4,5–5,5 mm. Der Körper ist stark glänzend und die Färbung kann stark variieren. Das Prosoma ist rotbraun bis rötlichgelb gefärbt mit einem schwarzen Kopfteil, das Opisthosoma der Weibchen hat oberseits zwei braune bis schwarze Längsstreifen auf gelbem bis leuchtend rotem Grund. Der mittlere gelbliche Streifen weist dabei oft einen rötlichen Kern auf. Das Opisthosoma kann relativ hell, aber auch dunkler gefärbt sein und ist auf der Unterseite meist dunkelbraun gefärbt. Die Beine sind rot, braun oder rötlich-gelb gefärbt. Auf der Oberseite der Metatarsen befinden sich kräftige Borsten. Den Männchen fehlen oft die hellen Streifen auf dem Hinterleib sowie der Rotanteil in der Färbung.

## Verbreitung und Lebensraum
Die Art ist paläarktisch verbreitet. In Europa lebt sie im Westen von der Iberischen Halbinsel über Frankreich, Großbritannien, Belgien, Luxemburg, die Niederlande, die Schweiz, Deutschland und Italien bis nach Osteuropa. Im Norden kommt die Art in Schweden und Finnland vor. In Osteuropa ist sie aus den meisten Ländern bekannt, Ausnahmen bilden Bosnien und Herzegowina, Litauen, die Republik Moldau und der Kosovo. Östlich von Europa kommt die Art bis in den Kaukasus und weit nach Russland und Zentralasien hinein vor. Es gibt auch Funde aus Israel und Algerien.
Die Art besiedelt gewässernahe Schilfwälder und angrenzende Nasswiesen in sonnigen Lagen oder auch Wasserpflanzen an den Ufern sumpfiger Weiher. Die Art ist nicht selten zu finden, im Bergland jedoch weniger verbreitet.

## Lebensweise
Die Uferglanzspinne baut kleine Radnetze niedrig zwischen Stängeln von Riedgras oder Schilf. Die Art überwintert halbwüchsig und wird zwischen Mai und Juli adult. Die letzten Altspinnen verschwinden im August.

## Taxonomie
Die Art wurde 1831 von Carl Wilhelm Hahn unter dem Namen Epeira herii erstbeschrieben. Ein weiteres Synonym der Art lautet Singa heri (Hahn, 1831).